# Harpactea azerbajdzhanica
Harpactea azerbajdzhanica là một loài nhện trong họ Dysderidae.
Loài này thuộc chi Harpactea. Harpactea azerbajdzhanica được miêu tả năm 1991 bởi Dunin.